# La chiquita piconera (Julio Romero de Torres)
La chiquita piconera es el cuadro más conocido y considerada obra cumbre del pintor Julio Romero de Torres. Concluido en 1930, poco antes de la muerte del pintor, se trata de un cuadro de 100x80 cm pintado al óleo y temple sobre lienzo. La modelo del cuadro, una joven de 13 a 14 años, fue María Teresa López que también sirvió de modelo para el cuadro La Fuensanta. La obra fue reproducida por la Fábrica Nacional de Moneda y Timbre en un sello de 5 pesetas en 1965.

## Descripción de la obra
En un primer plano, el cuadro muestra a una joven sentada en una silla de madera y enea mientras remueve con una badila un brasero de picón. La joven mira directamente al espectador, con un hombro al aire y mostrando las piernas solo cubiertas por unas medias y calzando unos tacones, creando un ambiente considerado erótico en aquella época y que es muy característico de la obra de Romero de Torres.
Al fondo, a través de una puerta, puede verse un paisaje de Córdoba, algo muy típico en las obras del pintor. En el mismo puede distinguirse el Paseo de la Ribera, el Guadalquivir, el puente romano y la Torre de la Calahorra.

## Otra posible modelo
Aunque se ha mantenido que la modelo fue María Teresa López, lo cierto es que todas las modelos tenían un gran parecido, por lo que en el 2002, a raíz de una noticia aparecida en el ABC de Castilla y León,se abrió la posibilidad de que la modelo fuera otra, en este caso la burgalesa Concepción Cabezón (1905-2003). La entrevista fue realizada en una residencia de la tercera edad de Riaza (Segovia), donde vivía Cabezón desde hacía 14 años.
Cabezón conservaba una cierta coquetería —los otros residentes la conocían como La Collares, por lo mucho que le gustaba acicalarse—. Según sus declaraciones, fue modelo del pintor, al que había conocido a finales de los años 20. Había posado para él en varios cuadros, pero no recordaba en cuáles. Cabezón recibía por su trabajo dos pesetas, y a pesar de la fama de mujeriego, confesó que fue respetuoso con ella. Entre las amistades del pintor se encontraba Victorio Macho, del que Cabezón fue amante hasta la muerte de este.
Concepción Cabezón murió en septiembre de 2003 en Riaza, y la prensa volvió a insistir en que pudo ser la modelo de este cuadro.